# Зімонсберг (Німеччина)
Зімонсберг (нім. Simonsberg) — громада в Німеччині, розташована в землі Шлезвіг-Гольштейн. Входить до складу району Північна Фризія. Складова частина об'єднання громад Нордзе-Трене.
Площа — 17,09 км2. Населення становить 837 осіб (станом на 31 грудня 2020).